# Stockholm Jazz Orchestra
Stockholm Jazz Orchestra (SJO) bildades 1984 av trumpetaren  Fredrik Norén som också har administrerat, hållit ihop och lanserat bandet. SJO har utöver spelningar i Sverige  besökt USA, Mexiko, Argentina, Sydafrika, Uruguay och flera europeiska länder.

## Utmärkelser och priser
- 2015 – Bert Levins stiftelse för jazzmusik

## Diskografi[2]
- 1988 – Dreams med Bob Brookmeyer, Dragon DRCD 1969[3]

- 1989 – Monica Z & Stockholm Jazz Orchestra, RCA PL 74331
- 1991 – Jigzaw med  Jim McNeely, DRCD 213
- 1994 – Live at Jazz Club Fasching, DRCD 269
- 1997 – Sound Bites med  Jim McNeely, DRCD 311[4]
- 1998 – Tango - arranged and conducted by Carlos Franzetti, DMP[5]
- 2000 – Lakes - SJO plays the music of Göran Strandberg, Dragon  DRCD 352
- 2003 – Homage to Mel Lewis and Thad Jones, DRCD 389[6]
- 2005 – Sailing - SJO plays the music and arrangements of Göran Strandberg, vol. 2, DRCD 400[7]
- 2005 – I'll be seeing you - Gavin Minter featuring Stockholm Jazz Orchestra, Playdough Records
- 2006 – Waves from the Vanguard, DRCD 403[8]
- 2007 – SJO plays Stockholm Jazz Orchestra[9], Dragon

- 2009 – The Ikaros Suite by Göran Strandberg, Sitel Records SITCD9319 [10]
- 2012 – The Music of Jukkis Uotila, KS Jazz / Töölön Musiikkitukku Oy [11][12][13]
- 2013 – In the blink of an eye - the music by Martin Sjöstedt, Connective Records/Plugged[14]
- 2015 – Today[15], Do Music Records DMRCD 024
- 2019 – Nature Spirits - The Stockholm Jazz Orchestra plays the music of Peter Knudsen[16] Do Music Records DMRCD 061